# Himalayabulbyl
Himalayabulbyl (Pycnonotus leucogenys) är en asiatisk fågel i familjen bulbyler inom ordningen tättingar.

## Kännetecken

### Utseende
Himalayabulbylen är en medelstor (19-20 cm), frejdig bulbyl med tydlig framåtriktad tofs. Den är huvudsakligen brungrå, undersidan ljusare än ovansidan, med gul undergump och vitspetsad mörkare stjärt. Den har vita kinder som sin nära släkting vitkindad bulbyl (Pycnonotus leucotis), men har en svart halvmåne under örontäckarna och brun istället för svart längre tofs.

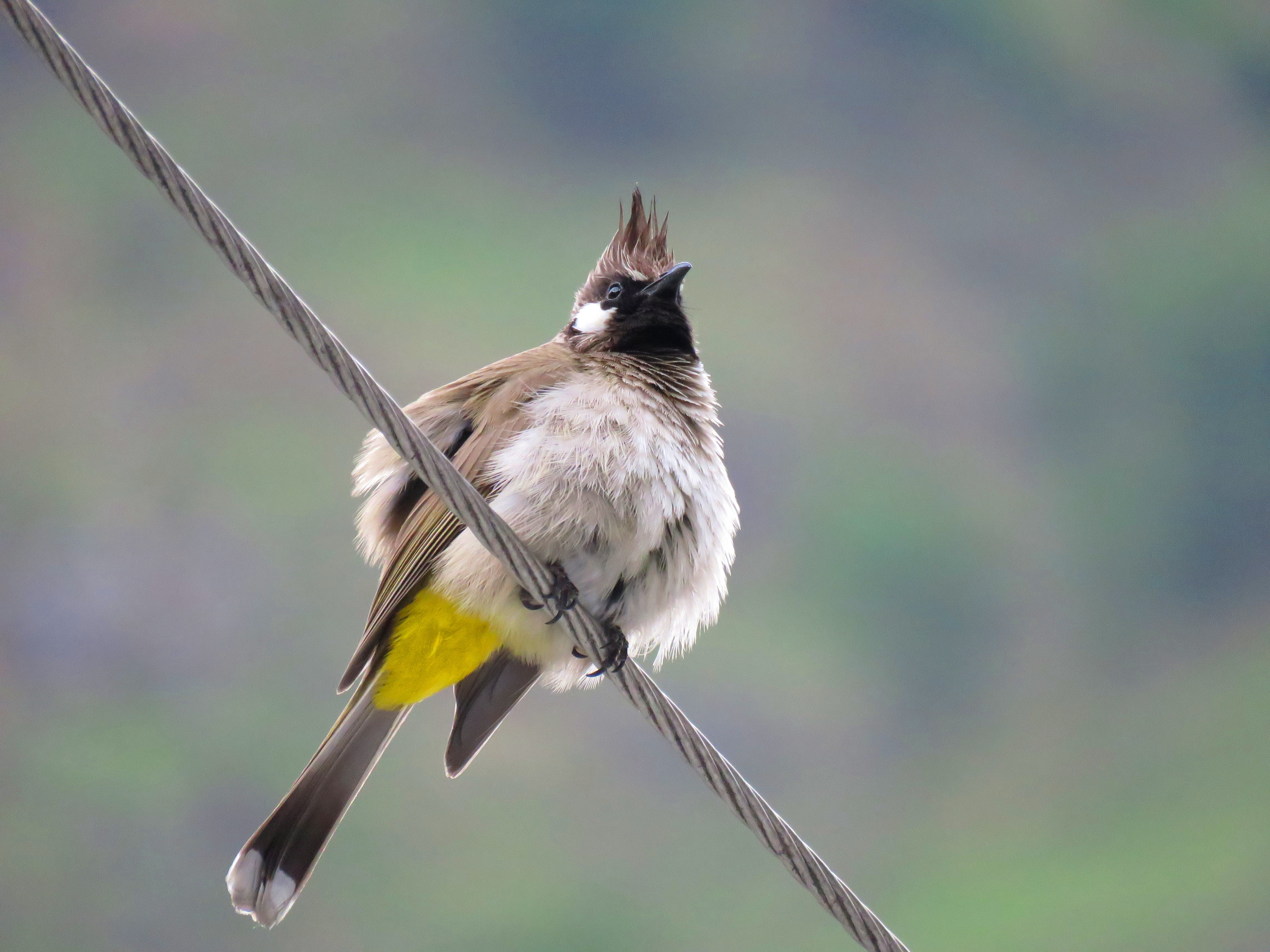
Himalayabulbyl som visar upp den gula undergumpen.

### Läte
Sången är en kort, högljudd, gurglande serie med vissa toner raspiga, andra klara. Bland lätena hörs i flykten ett "plee-plee-plee" och som varning ett "wik-wik-wik-wiker".

## Utbredning
Himalayabulbylen förekommer i nordöstra Afghanistan och Himalaya från norra Pakistan österut till åtminstone Arunachal Pradesh i nordöstra Indien. Tillfälligt har den påträffats i Tadzjikistan.

## Systematik
Himalayabulbylen hybridiserar med vitkindad bulbyl i östra Afghanistan och norra Pakistan och de behandlades tidigare ofta som en och samma art. De skiljer sig dock i utseende och hybridzonen är relativt abrupt. Den behandlas som monotypisk, det vill säga att den inte delas in i några underarter. 

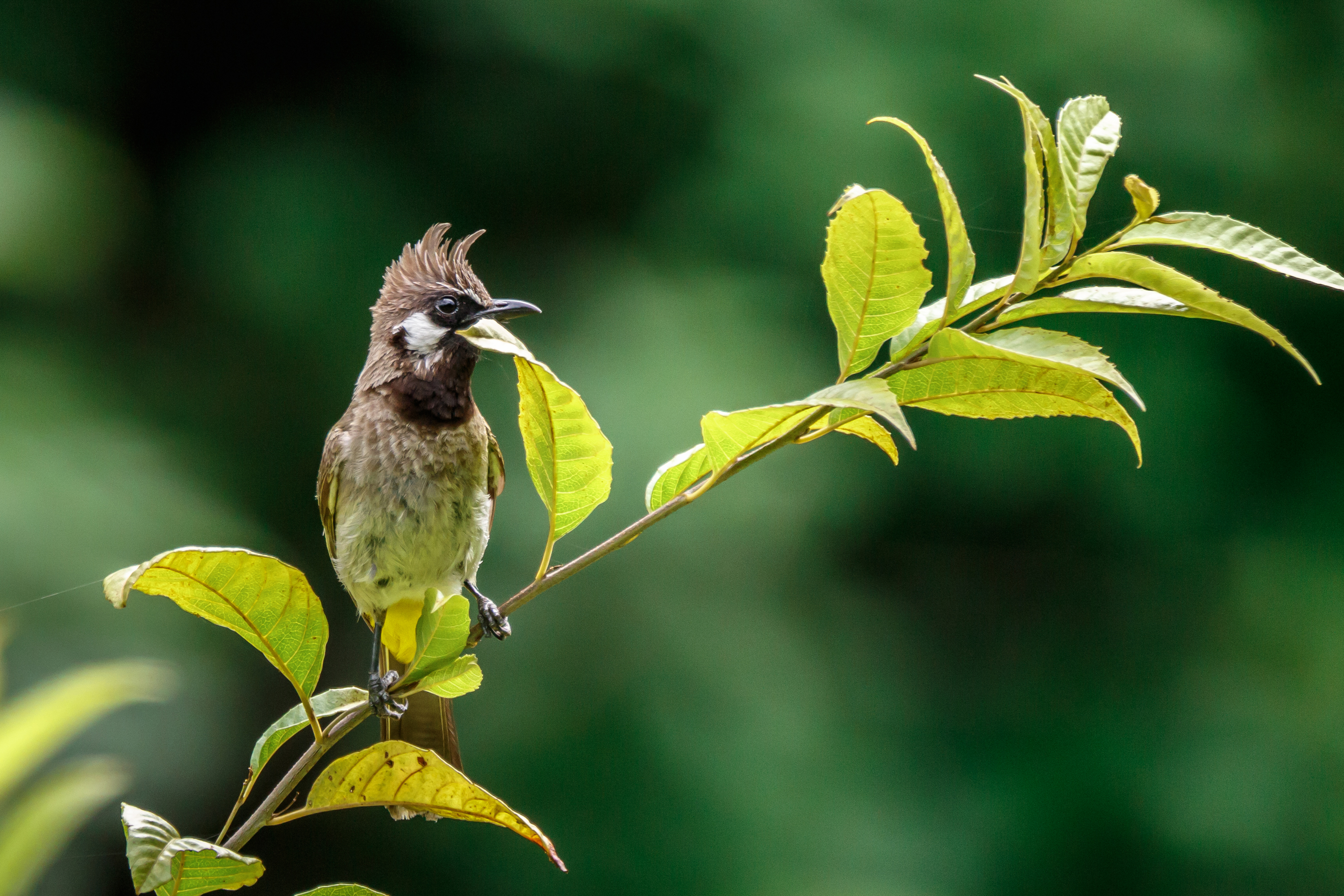

## Levnadssätt
Himalayabulbylen hittas i beskogade dalar eller buskrika sluttningar, ofta täckta med Rubus-snår, men även kring städer och byar samt i odlingsbygd. Fågeln är mycket aktiv, lätt att få syn på och lätt att komma nära. Den ses ofta sitta i det öppna, snärta med vingarna eller konstant röra sig från buske till buske. Födan består av bär och andra frukter som mistelbär (Loranthaceae) och natalplommonet Carissa opaca, men även olika sorters knoppar och frön. Fågeln häckar mellan april och augusti, sällsynt i mars.

## Status och hot
Arten har ett stort utbredningsområde och en stor population, och tros öka i antal. Utifrån dessa kriterier kategoriserar internationella naturvårdsunionen IUCN arten som livskraftig (LC). Världspopulationen har inte uppskattats men den beskrivs som generellt vanlig till mycket vanlig.